# PR-317
A Rodovia PR-317 é uma estrada pertencente ao governo do Paraná que liga a divisa com o Estado de São Paulo (na altura das cidades de Santo Inácio/PR e Pirapozinho/SP) com a cidade de Santa Helena, às margens do Lago de Itaipu, na região oeste do Estado.
Dos maiores municípios cortados pela rodovia, destaca-se Maringá, seguido de Campo Mourão, Toledo e Goioerê.
A rodovia PR-317 possui trechos coincidentes com a PR-239, a BR-158 e a BR-272.

## Denominações
- Rodovia Deputado Sílvio Barros, no trecho entre o entroncamento com a PR-340, em Santo Inácio e o entroncamento com a BR-376 em Maringá, de acordo com a Lei Estadual 7.251 de 16/11/1979.
- Rodovia Avelino Piacentini, no trecho entre o entroncamento com a PR-558, em Campo Mourão e o Rio Ivaí, de acordo com a Lei Estadual 9.627 de 26/06/1991.
- Rodovia Severino Gomes da Silva, no trecho entre o entroncamento com a PR-180, em Quarto Centenário e Formosa do Oeste, de acordo com a Lei Estadual 10.432 de 03/08/1993.
- Rodovia Dr. Ivo Rocha, no trecho entre o entroncamento com a PR-182, em Toledo e Santa Helena, de acordo com a Lei Estadual 18.083 de 14/05/2014.[1]

## Trechos da Rodovia
A rodovia possui uma extensão total de aproximadamente 453,4 km, podendo ser dividida em 40 trechos, conforme listados a seguir:
| Ponto de referência                            | Extensão do trecho | Extensão acumulada | Situação    |
| ---------------------------------------------- | ------------------ | ------------------ | ----------- |
| Divisa PR/SP (Pirapozinho/SP) - SP-425         | ---                | 0 km               | ---         |
| Entroncamento PR-340 (Santo Inácio)            | 10,1 km            | 10,1 km            | Pavimentado |
| Entroncamento PR-463                           | 2,15 km            | 12,25 km           | Pavimentado |
| Entroncamento PR-542                           | 21,85 km           | 34,1 km            | Pavimentado |
| Entroncamento PR-458 (A)                       | 12,4 km            | 46,5 km            | Pavimentado |
| Entroncamento PR-458 (B) (Santa Fé)            | 2,35 km            | 48,85 km           | Pavimentado |
| Entroncamento PR-550                           | 10,75 km           | 59,6 km            | Pavimentado |
| Entroncamento PR-218 (Iguaraçu)                | 8,7 km             | 68,3 km            | Pavimentado |
| Entroncamento PR-454                           | 20,5 km            | 88,8 km            | Pavimentado |
| Entroncamento BR-376 (A) (Maringá)             | 6 km               | 94,8 km            | Pavimentado |
| Entroncamento BR-376 (B)                       | 4,2 km             | 99,0 km            | Duplicado   |
| Entroncamento PR-323 (Contorno Sul de Maringá) | 4 km               | 103,0 km           | Duplicado   |
| Acesso à localidade de Floriano                | 9 km               | 112,0 km           | Duplicado   |
| Entroncamento PR-551                           | 7,1 km             | 119,1 km           | Duplicado   |
| Entroncamento PR-546 (Floresta)                | 4,6 km             | 123,7 km           | Duplicado   |
| Entroncamento PR-082 (Engenheiro Beltrão)      | 29,75 km           | 153,45 km          | Pavimentado |
| Entroncamento PR-082 (B)                       | 2,55 km            | 156,0 km           | Pavimentado |
| Entroncamento BR-158/PR-465                    | 11 km              | 167,0 km           | Pavimentado |
| Peabiru                                        | 3 km               | 170,0 km           | Pavimentado |
| Entroncamento com Anel Viário de Campo Mourão  | 11,2 km            | 181,2 km           | Pavimentado |
| Entroncamento BR-158 (Av.Tancredo Neves)       | 3,6 km             | 184,8 km           | Pavimentado |
| Entroncamento PR-558                           | 3,35 km            | 188,15 km          | Pavimentado |
| Entroncamento PRT-487                          | 1,25 km            | 189,4 km           | Pavimentado |
| Entroncamento BR-272                           | 0,2 km             | 189,6 km           | Duplicado   |
| Final da Pista Dupla                           | 2,4 km             | 192,0 km           | Duplicado   |
| Farol                                          | 21,3 km            | 213,3 km           | Pavimentado |
| Entroncamento PR-468 (A) (Janiópolis)          | 20 km              | 233,3 km           | Pavimentado |
| Entroncamento PR-468 (B)                       | 9,1 km             | 242,4 km           | Pavimentado |
| Entroncamento PR-180 (A) (Goioerê)             | 18,8 km            | 261,2 km           | Pavimentado |
| Entroncamento PR-180 (B) (Quarto Centenário)   | 12,9 km            | 274,1 km           | Pavimentado |
| Formosa do Oeste                               | 27 km              | 301,1 km           | Pavimentado |
| Entroncamento PR-239 (A) (Jesuítas)            | 13,6 km            | 314,7 km           | Pavimentado |
| Início da Pista Dupla (Assis Chateaubriand)    | 12,9 km            | 327,6 km           | Pavimentado |
| Entroncamento PR-364/PR-486                    | 3,3 km             | 330,9 km           | Duplicado   |
| Entroncamento PR-581                           | 21,3 km            | 352,2 km           | Pavimentado |
| Entroncamento PR-239 (B)                       | 3,8 km             | 356,0 km           | Pavimentado |
| Entroncamento PR-182 (A)                       | 14,85 km           | 370,85 km          | Pavimentado |
| Entroncamento PR-182 (B) (Toledo)              | 1 km               | 371,85 km          | Pavimentado |
| São José das Palmeiras                         | 42,9 km            | 414,75 km          | Pavimentado |
| Entroncamento PR-495                           | 21 km              | 435,75 km          | Pavimentado |
| Santa Helena                                   | 17,65 km           | 453,4 km           | Pavimentado |

Extensão pavimentada: 453,4 km (100,00%)
Extensão duplicada: 34,8 km (7,68%)
1. ↑  «Casa Civíl - Sistema Estadual de Legislação». Estado do Paraná. 14 de maio de 2014. Consultado em 30 de dezembro de 2017